# Laura Bertran
Laura Bertran   (Perpinyà, 21 de setembre de 1981) és una periodista catalana.
Filla d'un pare de Palamós i una mare de Terrats, es va llicenciar en filologia catalana a la Universitat de Perpinyà. Va estudiar periodisme dos anys a la Universitat Autònoma de Barcelona gràcies a una beca Erasmus. Ha col·laborat amb diversos mitjans catalanoparlants, entre els quals destaca Ràdio Arrels, on hi ha treballat durant més de 20 anys, el Punt Diari, El Temps de les Arts i Descobrir Catalunya.
El 19 gener de 2024 es feu públic que seria la nova corresponsal de Televisió de Catalunya a la Catalunya Nord, deu anys després del tancament de la delegació, ocupant el càrrec deixat per Pere Codonyan.